# Besançon Skating Club
Le Besançon Skating Club (BSC) est un club de sports de glace français situé à Besançon dont la section hockey sur glace a assuré l'intérim d'entre le Besançon Hockey Club et le Besançon Doubs Hockey Club.

## Logo de la section hockey

Logo de la section hockey du BSC

## Sections actuelles
- Patinage artistique
- Curling